# Dysstroma subumbrata
Dysstroma subumbrata är en fjärilsart som beskrevs av Louis W. Swett 1917. Dysstroma subumbrata ingår i släktet Dysstroma och familjen mätare. Inga underarter finns listade i Catalogue of Life.